# کراپینا (رود)
کراپینا رودی است که به رود ساوا می‌ریزد. این رود از کشور کرواسی می‌گذرد و طول آن ۷۵ کیلومتر (۴۷ مایل) است.